# Naděje (přírodní památka)
Naděje je přírodní památka vyhlášená k ochraně puklinové pseudokrasové jeskyně v suťovém poli s výskytem podlahového ledu na severní návětrné straně Suchého vrchu v Lužických horách. Nachází se v katastrálním území Naděje, části města Cvikov v okrese Česká Lípa v Libereckém kraji.

## Bližší popis
Jeskyně vznikla postupným zvětráváním znělcové skály a působením mrazu. Později byla zčásti zasypána suťovým polem. Vchod jeskyně je v nadmořské výšce 580 m mezi velkými skalními bloky. Vlastní jeskyně je 30 metrů dlouhá a 6 metrů hluboká puklina orientovaná ve směru východ–západ. Vchod je umístěn v polovině jeskyně, asi šest metrů vysoko nad jejím dnem. V prostorách jeskyně se celoročně hromadí chladný vzduch, který umožňuje tvorbu a přetrvání ledové výzdoby. Nejrozsáhlejší je na jaře v době tání sněhu, kdy puklinami proniká nejvíce povrchové vody a vzduch v jeskyni je dostatečně chladný. Na podzim je v nejnižších polohách jeskyně již většinou jen podlahový led.

## Přírodní památka
Jeskyně byla zařazena mezi chráněné přírodní výtvory rozhodnutím okresního národního výboru Česká Lípa dne 29. července 1966 s rozlohou 0,26 hektaru. Později byla rozloha chráněného území zvětšena na 0,7485 hektaru. Přírodní památka se nachází v nadmořské výšce 560–600 metrů. Mimo vlastní jeskyně tak území zahrnuje i vyšší partie se sutěmi a mechorosty. Správcem chráněného území je Agentura ochrany přírody a krajiny ČR – regionální pracoviště Liberecko.

## Netopýři
Jeskyně je významným sociálním místem pro některé druhy netopýrů. Na podzim, po rozpadu kolonií, seznamují samice mláďata s okolními přechodnými úkryty a vhodnými zimovišti. V jeskyni je hojně zastoupen netopýr velkouchý (Myotis bechsteinii), který je vázán na okolní bukové lesy. Byl zaznamenán i výskyt netopýra velkého (Myotis myotis), netopýra severního (Eptesicus nilssonii), netopýra vousatého (Myotis mystacinus) a netopýra řasnatého (Myotis nattereri).

## Turistika

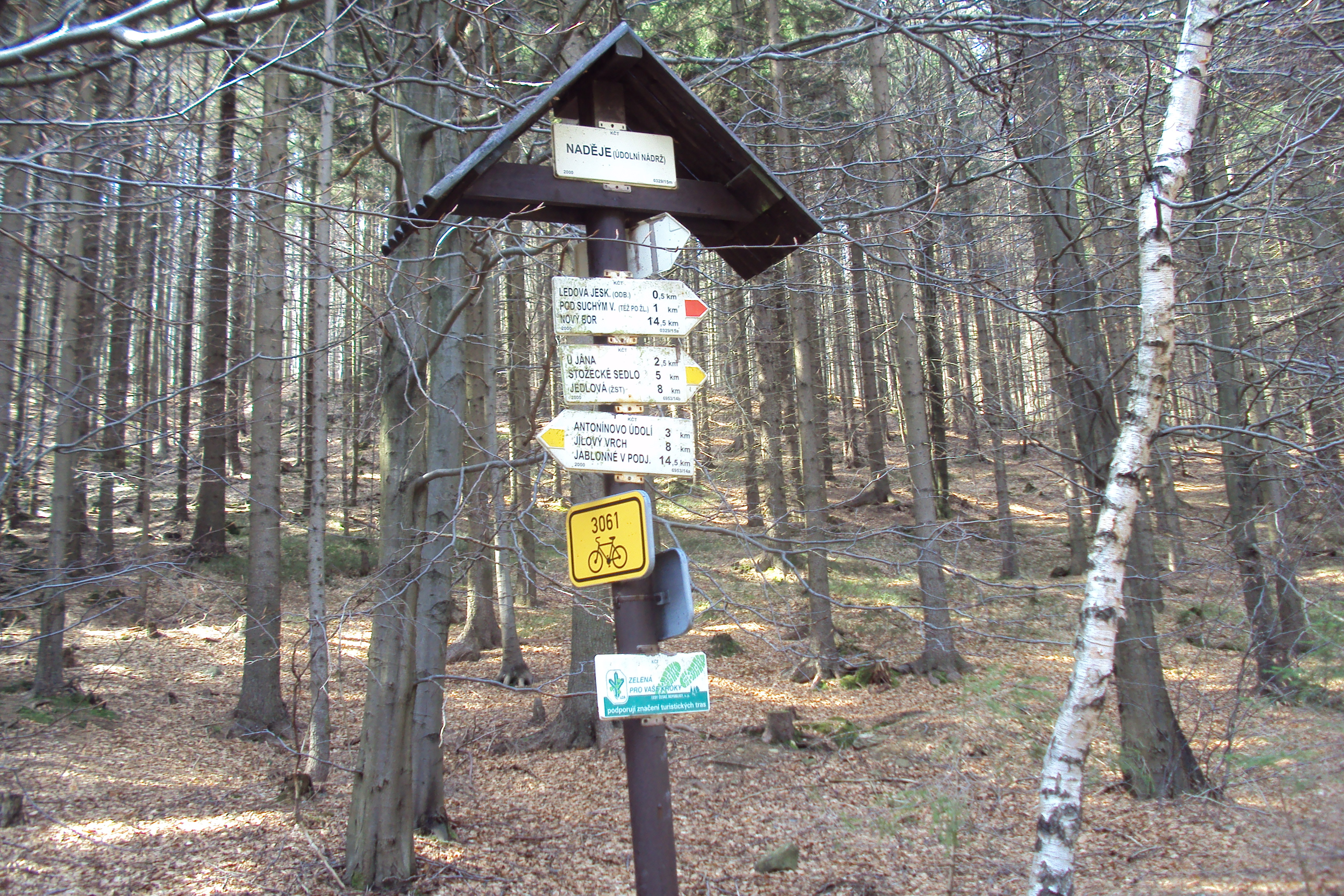
Rozcestník 500 metrů pod jeskyní

Jeskyně Naděje byla dlouhá léta zdrojem ledu. Místní obyvatelé ji pojmenovali Ledová díra (něm. Eisloch). Turistům ji zpřístupnil v sedmdesátých letech 19. století Německý horský spolek ze Cvikova. Její vchod do konce 19. století chránily mříže. Po druhé světové válce se stala volné přístupnou. Odlamování krápníků a zakládání ohňů mělo za následek poškozování ledové výzdoby. Od roku 1988 je proto uzamčena kovovou mříží, aby se zabránilo dalšímu poškozování jeskyně. Klíč lze zapůjčit na Správě CHKO Lužické hory v Jablonném v Podještědí.
K Suchému vrchu vedou turisticky značené cesty, žlutá od Mařenic a dálková červená E10 od Nového Boru. Pod Suchým vrchem prochází také cyklotrasa č. 3061. Z rozcestí pod Suchým vrchem k jeskyni nahoru svahem směřuje značená odbočka (500 metrů).